# Переможна дівчина
Переможна дівчина (англ. The Winning Girl) — американська комедійна драма режисера Роберта Дж. Віньоли 1919 року. Сценаристом фільму став Вілл М. Рітчи, також відомий за фільм Полум'я Юкона.

## Сюжет
Оскільки він раніше вибрав ім'я Джеймс для свого первістка, коли приходить жінка, майор Мілліган, доброзичливий, але ледачий мрійник, називає свою доньку Джеймсіною, або скорочено Джеммі. З народженням другої дитини пані Мілліган помирає, а через кілька років, коли Джеммі близько вісімнадцяти, майор одружується на вдові з трьома дітьми. Незабаром сім'я глибоко боржить.
Джеммі отримує роботу на текстильній фабриці, отримує роботу для інших дітей і навіть надихає майора працювати. Вона закохується у Стенлі Темплтона, авіатора, який перебуває у відпустці, але оскільки його мати не схвалює, Джеммі відмовляється вийти за нього заміж. Після повернення Стенлі на війну Джеммі захоплює на заводі німецького шпигуна, який просочував кислотою тканину для літаків. Вона отримує винагороду, яка дозволяє Мілліганам погасити їх іпотеку. Пані Темплтон просить вибачення, а коли Стенлі повертається, вона тепло схвалює їх заручини.

## У ролях
- Ширлі Мейсон[2] — Джеммі Мілліган
- Теодор Робертс — майор Мілліган
- Гарольд Гудвін — Джек Мілліган
- Лінкольн Стедман[3] — Персі Мілліган
- Клара Гортон[4] — Вівіан Мілліган
- Джин Келхун[5] — Гвендолін Мілліган
- Едіт Чепман[6] — місіс Мілліган
- Нілс Велш[7] — Стенлі Темплтон
- Хелен Данбар[8] — місіс Темплтон
- Хосе Мелвілл[9] — Фанні Мілліган